# Hohe Aifner Spitze
De Hohe Aifner Spitze (ook: Hohe Aifnerspitze) is een 2779 meter hoge berg in de Ötztaler Alpen in de Oostenrijkse deelstaat Tirol.
De berg ligt in de Kaunergrat, een subgroep van de Ötztaler Alpen, en wordt vaak, als de Venetberg niet wordt meegerekend, gerekend als de noordelijke begrenzing van deze bergkam. Ongeveer een kilometer ten noordwesten van de top ligt de 2558 meter hoge Aifner Spitze en ongeveer twee kilometer ten westen van de Hohe Aifnerspitze ligt de bergweide Aifner Alpe op een hoogte van 1980 meter.
In de nabijheid van de top bevinden zich geen berghutten als steunpunt voor een route naar de top. Vanuit het Pitztal is de top bereikbaar via een klim vanaf de Straßberg Alm en het Halsl (2523 meter). Een andere route loopt tevens via de Straßberg Alm via de Straßbergsee direct naar de schaarde ten noorden van de top.